# De Stomme van Portici

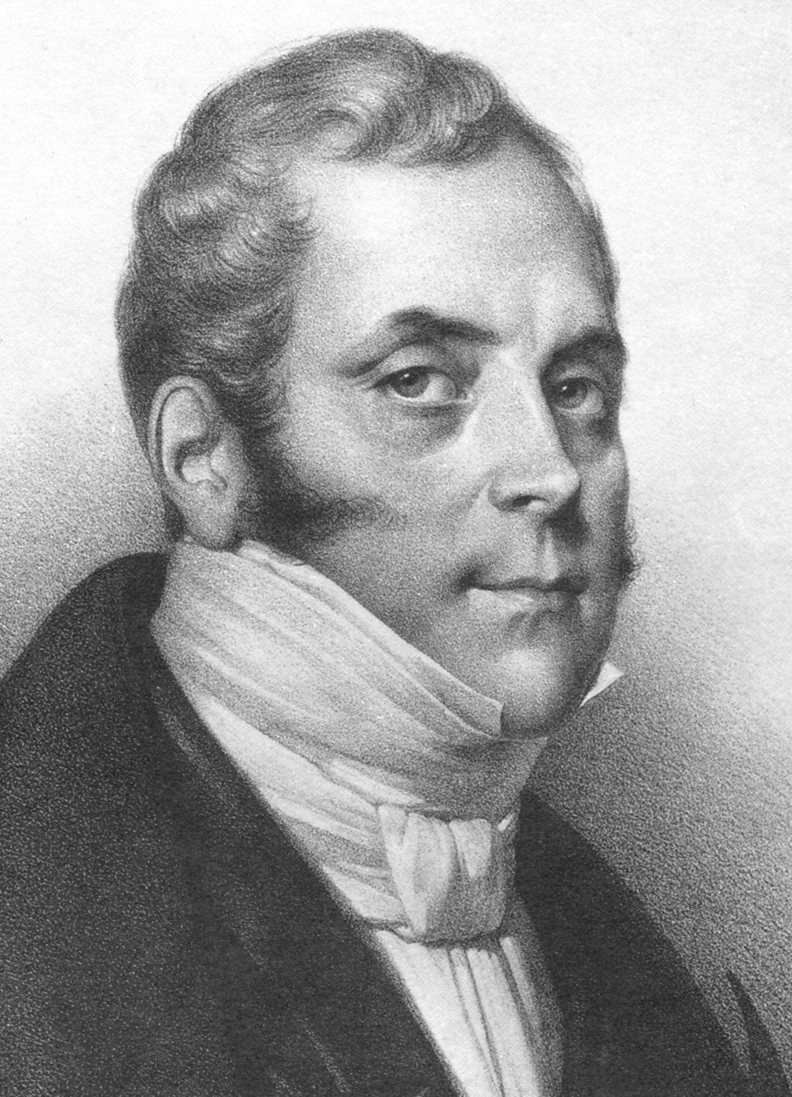
Daniel François Esprit Auber

De Stomme van Portici (La Muette de Portici) is een opera in vijf bedrijven gecomponeerd door de Franse toondichter Daniel François Esprit Auber (1782-1871) op een libretto van August Eugène Scribe (1791-1861), dat weer op een tekst van Germain Delavigne berust. Het stuk werd voor het eerst in 1828 opgevoerd in de Opera van Parijs.
De Stomme van Portici was in de negentiende eeuw bijzonder populair maar verdween later van het repertoire. Dat het werk nog steeds een zekere bekendheid geniet, is grotendeels te danken aan het feit dat een opvoering ervan op 25 augustus 1830 in de Muntschouwburg te Brussel de gemoederen van de toeschouwers zo sterk in beweging bracht, dat er anti-Hollandse rellen uitbraken die tot de Belgische Revolutie zouden leiden. De opera-uitvoering werd nota bene gegeven ter viering van de 58e verjaardag van koning Willem I.
Het moment waarop tijdens de uitvoering in 1830 de vlam in de pan sloeg, was toen de tenor Jean-François Lafeuillade de volgende aria aanhief:
Amour sacré de la patrie,

Rends-nous l’audace et la fierté;

A mon pays je dois la vie.

Il me devra sa liberté.
Vertaling:
Heilige liefde voor het vaderland,

Geef ons de moed en trots;

Aan mijn land dank ik mijn leven.

Het zal aan mij zijn vrijheid te danken hebben.
De Stomme van Portici is om nog een reden van belang: deze opera wordt wel gezien als de eerste echte Grand opéra, een operagenre in Parijs dat vooral populair zou worden dankzij Giacomo Meyerbeer.
Een bijzonderheid aan de opera is verder dat de hoofdfiguur stom is en dus gedurende de hele opera geen noot zingt. In plaats daarvan danst zij en maakt veel gebaren met haar armen.

## Rolverdeling
- Alfonso, zoon van de Hertog van Arcos, onderkoning van Napels,(tenor)
- Elvira, zijn verloofde (sopraan)
- Masaniello, Napolitaans visser (tenor)
- Fenella, zijn zuster (stomme rol)
- Pietro, vriend van Masaniello (bariton)
- Lorenzo, vertrouweling van Alfonso (tenor)
- Selva, officier (bas)
- Borella en Moreno, vissers (bassen)
- Hofdame van Elvira (mezzosopraan)

## Handeling
Het verhaal speelt in 1647 en is gebaseerd op een historische gebeurtenis, een Napolitaanse opstand tegen de Spaanse overheersing, die geleid werd door de visser Masaniello. In het libretto wordt aan deze historische kern een verdichtsel toegevoegd.
Hoofdpersoon is het doofstomme vissersmeisje Fenella uit Portici, een havenstadje dicht bij Napels, die de zuster is van de historische leider van de opstand. Zij wordt verleid door prins Alfonso de Arco, zoon van de tirannieke Spaanse onderkoning van Napels, maar daarna wil deze van haar af, omdat hij aan de vooravond staat van zijn huwelijk met de Spaanse prinses Elvira. Alfonso laat Fenella opsluiten, maar zij slaagt erin te ontsnappen. Agenten van Alfonso achtervolgen haar, en dan wordt zij in bescherming genomen door Elvira, die met afschuw verneemt wat haar verloofde heeft uitgespookt.
Met gebarentaal weet Fenella haar broer te vertellen wat er met haar gebeurd is, en dan zweept Masaniello de Napolitanen op tot een opstand tegen de Spaanse tiran. Als zijn aanhangers prinses Elvira kwaad willen doen, neemt Masaniello haar in bescherming uit dankbaarheid voor wat zij voor zijn zuster heeft gedaan.
De revolte wordt ten slotte neergeslagen. De opstandelingen hebben weinig begrip voor het feit dat Masaniello prinses Elvira in bescherming nam. Zij verdenken hem ervan dat hij hun zaak verraden heeft en doden hem.